# Versus (Versace)
Versus es la línea de difusión de la señalada casa de moda italiana Versace. Comenzó en 1989 como la primera de las muchas líneas de difusión de la casa, un regalo que el fundador Gianni Versace le brindó a su hermana, Donatella Versace. Después de cerrar en 2005, Donatella resucitó la marca en 2009 con una colección de accesorios diseñados por el diseñador británico Christopher Kane, quien comenzaba a incursionar en esta área. Actualmente es el director co-creativo con Donatella y (PPR) actual propietario. 

## Marca
Creado para aquellos que quieren desarrollar su propio estilo individual, Gianni Versace anexó Versus en 1989 y lo describió como, "Versus nació con un enfoque creativo innato, con un fuerte enfoque en la innovación, el estilo y lo no convencional. Una fuerza artística que lleva presente moda de vanguardia, anticipándose a las nuevas tendencias y abrazando desafío ".
Las colecciones de moda de Versus y sus complementos, que incluyen gafas, relojes y perfumes, resultaron ser un gran éxito, obteniendo un público fiel a la marca. Éstas se convirtieron en su distintivo estilo "rock chic '.
Hoy la marca Versus es bien conocida como la segunda línea de Versace. Es usada por muchas celebridades como Cheryl Cole, Leighton Meester , Miranda Cosgrove y Alexa Chung. Aparece en las portadas de muchas revistas internacionales de alto perfil que marcan tendencia como Vogue, InStyle, Elle y Glamour.

## Historia
Tras el éxito de Gianni Versace SpA a principios y mediados de 1980, el fundador de la compañía Gianni Versace creó la primera línea de difusión de la casa, Versus, como regalo a Donatella, su hermana, musa, y vice-presidente de la compañía. [ citación necesaria ] Lo describió: "Versus nació con un enfoque creativo innato, con un fuerte enfoque en la innovación, el estilo y la no convencional Una fuerza artística que tiene presente la moda hacia adelante, anticipando nuevas tendencias y abrazando desafío.".
El primer desfile fue presentado en Milán en 1990 Entre 1995 y 2003, la colección de cada temporada de prêt-à-porter, accesorios, gafas, relojes y se presentaron en Nueva York durante la Semana de la Moda de Nueva York. Versus fue conocido por su distintiva apariencia de rock-chic que Donatella favoreció y todavía influye en las casas principales colecciones de la línea actual. Versus creció para incluir ropa de hombre, fragancias, y su propia (sub) línea de difusión, Versus deporte, encabezada por el compañero de vida de Versace, Antonio D'Amico . Durante el año 2004, cuando la empresa se enfrenta a una caída en las ganancias, Versus se redujo a una colección limitada de accesorios, finalmente está cerrando con el espectáculo final; la moda masculina primavera / verano 2005.
En 2009, Donatella Versace comenzó una colaboración con el diseñador de estilo Inglés Christopher Kane , que marca el relanzamiento de la marca en febrero de 2009 con una cápsula especial de accesorios, distribuidos a través de tiendas multimarca seleccionados. Después de trabajar con Kane, MIA creó un colección cápsula. En diciembre de 2013, Versace anunció que Anthony Vaccarello creará una colección cápsula para Versus.

## Christopher Kane (2009-12)
Habiendo actuado como consultor en Versace Donatella después aclamado su colección MA de Central Saint Martins College of Art and Design, Donatella invitó diseñador escocés Christopher Kane para relanzar la línea con ella en febrero de 2009 con una colección cápsula de bolsos, zapatos y joyas . Para la primavera / verano de 2010, Kane presentó 16 vestidos de la línea en la Semana de la Moda de Milán. Ha presentado ya otras dos colecciones para la línea, otoño / invierno 2009/2010 y más recientemente la primavera / verano de 2011, su primera colección de pasarela oficial en la Semana de la Moda de Milán.
Donatella ha comparado Kane a su hermano, el fallecido Gianni Versace. Desde su muerte en 1997, se ha convertido en el director creativo de la línea principal de Gianni Versace Couture de la casa y otras líneas de difusión sobrevivientes. Ella dijo de Kane: "" Christopher me recuerda a mi hermano Gianni cuando él era joven, él tiene la misma energía. Por eso le pregunté a trabajar en Versus. Fue la primera colección que mi hermano Gianni me deja trabajar en, por mi cuenta, así que es muy valioso para mí 

## JW Anderson (2013-presente)
Después de la partida de Christopher Kane para Versus en 2012, se anunció que el joven diseñador irlandés JW Anderson se ajusta a colaborar con la línea de la hermana de Versace Versus.
Anderson, quien lanzó su marca epónima en 2008, es el primer colaborador no ser identificado. Viene después de un año estelar para el London College of Fashion de posgrado, que recogió el Premio a los nuevos talentos para la ropa lista para usarse en los British Fashion Awards la noche del martes. Este año también ha completado una colección cápsula para Topshop y continuado recibiendo elogios de la crítica tanto para sus hombres y colecciones de ropa de mujer.
JW Anderson forma transitoria funciones de diseño en la etiqueta de difusión de Versace, Versus, para una colección cápsula, Donatella Versace anunció. "Mantengo una estrecha vigilancia sobre los jóvenes talentos, y me ha impresionado por el trabajo de Jonathan en el último par de años", dijo Donatella Versace. "Versus es todo sobre la diversión, el cambio, y digital. No puedo esperar para presentar esta colaboración!"
La colaboración, que se pondrá en marcha con un acto de presentación previsto para marzo / abril de 2013 en Nueva York, incluye tanto a las mujeres y los hombres de prêt-à-porter y accesorios. Se venderá a través www.versus.it y en la parte superior de departamento y tiendas especializadas en todo el mundo.

## Relojes
Hay varias líneas de relojes que se fabrican en diversos materiales. Hay líneas en muchos colores para adultos, niños y niñas: colores fuertes como el amarillo, azul, rojo, verde. El carácter deportivo de todos los modelos es confirmada por su resistencia al agua de hasta cinco atmósferas.

## Perfumes
Junto con el re-lanzamiento de Versus, Versace presentó una fragancia de la línea, titulado Versus. Donatella dijo de él: "Versus es pura energía que quería un perfume que expresara el fuerte contraste de una romántica feminidad pero resistente Esta intensa fragancia está dedicada a la mujer que ama a atreverse..." Es una mezcla de frutas y confía flor, con cítricos, kumquat y caimito. La botella es de diseño llamativo morado y blanco. La modelo Lara Stone es la cara de la campaña publicitaria disparo de Craig McDean
- Datos: Q17149715